# Pilea insolens
Pilea insolens es una especie de planta del género Pilea, perteneciente a la familia Urticaceae.

## Taxonomía
Pilea insolens fue descrita por Hugh Algernon Weddell en 1869.

## Distribución
Se encuentra en el territorio de Assam, Himalaya oriental, Nepal y el Tíbet.